# 斯马特美术馆
斯马特美术馆（英語：David and Alfred Smart Museum of Art）是一座位于美国芝加哥大学的美术馆。

## 历史
1974年建成开馆，1999年曾花费200万美元进行场馆翻修。有超过15,000件藏品，向公众免费开放。主要收藏亚洲艺术、欧洲艺术、现代艺术和当代艺术相关艺术品。

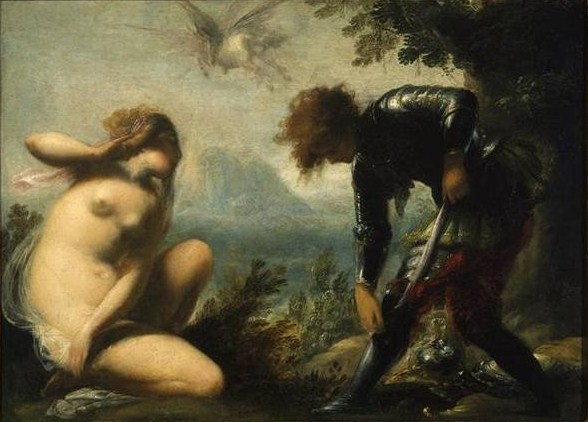
1660年画作

## 营业时间
- 周二至周日：上午十点至下午五点，周四延长至晚上八点闭馆
- 周一闭馆